# Homoródszentpáli madárpihenő
Nagy-Homoród völgyében, Székelyudvarhelytől 16 km-re található a homoródszentpáli madárpihenő.

## Leírása
Homoródszentpál határában a római korban sót bányásztak. A sóbányák helyén az idők folyamán kisebb sóstavak jöttek létre, a terület elmocsarasodott. Az 1600-as években alakultak ki a halastavak, benépesült a terület, számos növény- és állatfaj honosodott meg a tavakban és környékén. Az 1980-as évek elején mesterséges tórendszert létesítettek, öt nagyobb és több kisebb halastavat hozva létre mintegy 200 hektár nagyságú területen, mely ma madártanilag védett terület.
Madártani megfigyelésekről 1940 óta vannak adatok, eddig több mint 260 madárfajt figyeltek meg és azonosítottak a területen. A gazdag, bőséges táplálék számos élőlénynek nyújt biztonságos közeget. Nemcsak madarak, hanem számos emlős él a tó környékén, és őshonos halfajok  élnek a tavakban. 
Kettő a tavakból sporthorgászatnak van kialakítva, a többiben intenzív halgazdálkodás folyik. A homoródszentpáli halastavak és madárpihenő egyre kedveltebb a sporthorgászok és a turisták körében egyaránt. Ugyanakkor egyre több madarász kapcsolódik be az itt fészkelő illetve átvonuló madárfajok tanulmányozásába. Civil szervezetek a területen 2015-ben lest építettek, és tavikamerát helyeztek el, melynek segítségével interneten keresztül lehet követni, megfigyelni az itteni környezetet és  élővilágát.